# Мюккянен, Кай
Ка́й А́слак Мю́ккянен (фин. Kai Aslak Mykkänen; род. 31 июля 1979, Эспоо, Уусимаа) — финский политический и государственный деятель. Член партии «Национальная коалиция». В прошлом — министр по вопросам окружающей среды и климата Финляндии (2023—2025), министр внутренних дел Финляндии (2018—2019), министр внешней торговли и развития Финляндии (2016—2018). Депутат городского совет Эспоо в 2001—2008 годах и с 2017 года. Депутат эдускунты с 2015 года.

## Биография
Родился в семье Марии Мюккянен и Йоуни Мюккянена (род. 1939), финского политика и государственного деятеля, депутата парламента и одного из руководителей финской государственной телерадиокомпании YLE.
С 2000 по 2001 годы Кай Мюккянен был председателем молодёжного отделения партии Национальная коалиция, а с 2001 по 2008 годы был членом городского совета города Эспоо.
На парламентских выборах 2015 года набрал 5260 голосов избирателей и был избран депутатом Эдускунты, представляя в ней партию Национальная коалиция.
22 июня 2016 года президент Финляндии Саули Нийнистё утвердил его избрание на пост министра внешней торговли и развития Финляндии в правительстве Сипиля после отставки Лениты Тойвакка. Эксперт по вопросам России.
6 февраля 2018 года Мюккянен был выдвинут Коалиционной партией на пост министра внутренних дел вместо Паулы Рисикко, избранной спикером эдускунты. 12 февраля Мюккянен официально вступил в эту должность; на посту министра внешней торговли его сменила Анне-Мари Виролайнен. 6 июня 2019 года правительство ушло в отставку.
20 июня 2023 года назначен министром по вопросам окружающей среды и климата Финляндии в правительстве под руководством премьер-министра Петтери Орпо. Ушёл в отставку 24 января 2025 года в связи с избранием мэром Эспоо.
На заседании городского совет Эспоо 21 октября 2024 года во втором туре избран мэром Эспоо. Его основной соперницей была Туула Антола (Tuula Antola). Приступит к обязанностям 1 февраля 2025 года, сменит Юкку Мякеля, который избран мэром в 2010 году.

## Семья
- Жена (с 2007 года) — Анна Мюккянен, ветеринар[2]